# Micaria gomerae
Micaria gomerae är en spindelart som beskrevs av Embrik Strand 1911. Micaria gomerae ingår i släktet Micaria och familjen plattbuksspindlar.
Artens utbredningsområde är Kanarieöarna. Inga underarter finns listade i Catalogue of Life.